# Ifunda
Ifunda è una circoscrizione mista (mixed ward) della Tanzania situata nel distretto rurale di Iringa, regione di Iringa. Conta una popolazione di 18 420 abitanti (censimento 2022).